# 28945 Taideding
28945 Taideding è un asteroide della fascia principale. Scoperto nel 2000, presenta un'orbita caratterizzata da un semiasse maggiore pari a 2,4770980 UA e da un'eccentricità di 0,1894092, inclinata di 1,63506° rispetto all'eclittica.